# بات نونان
بات نونان (بالإنجليزية: Pat Noonan)‏ (2 أغسطس 1980 بسانت لويس في الولايات المتحدة - ) هو لاعب كرة قدم أمريكي في مركز الهجوم. شارك مع منتخب الولايات المتحدة لكرة القدم. أما مع النوادي، فقد لعب مع سياتل ساوندرز وكولورادو رابيدز وكولومبوس كرو ولوس أنجلوس غلاكسي ونادي أوليسوند ونيو إنجلاند ريفولوشن وFlint City Bucks ‏.

## روابط خارجية
- بات نونان على موقع الدوري الأمريكي (الإنجليزية)
- بات نونان على موقع قاعدة بيانات كرة القدم.إي يو (الإنجليزية)
- بات نونان على موقع ناشيونال فوتبول تيمز (الإنجليزية)
- بات نونان على موقع Soccerway.com (الإنجليزية)
- بات نونان على موقع عالم كرة القدم.نت (الإنجليزية)